# George Wickham
George Wickham is een romanfiguur uit Jane Austens boek Pride and Prejudice. Hij is de antagonist uit het verhaal.

## Karakter en rol in het verhaal
Wickham is de zoon van de oude Mr. Wickham, die de rentmeester was van het landgoed Pemberley, eigendom van de familie Darcy. De oude Mr. Wickham was een zeer respectabel en goed man, Wickham jr. is echter een fantast en blijkt niet te vertrouwen.
Wickham is een officier in het leger dat tijdelijk in Meryton, nabij het woonhuis van de familie Bennet, is gevestigd voor militaire oefeningen. Hij weet de gezusters Bennet onmiddellijk te charmeren, vooral Elizabeth en Lydia zijn direct van hem onder de indruk. Darcy heeft echter een hekel aan hem, en Wickham vertelt Elizabeth dat Darcy hem liever ziet gaan dan komen omdat hij jaloers is op het feit dat zijn eigen vader, de oude Mr. Darcy die al enige tijd daarvoor is overleden, George Wickham graag mocht en hem bedacht in zijn erfenis. Darcy jr. zou echter die belofte van de oude Mr. Darcy niet zijn nagekomen. Elizabeth spreekt er schande van en heeft onmiddellijk een hekel aan die in-slechte Darcy.
Wanneer Darcy echter na vele verwikkelingen aan Elizabeth uitlegt hoe Wickham werkelijk is, vallen haar de schellen van de ogen en ziet ze de tegenstrijdigheden in de verhalen die Wickham vertelde. Vanaf dat moment heeft Elizabeth een hekel aan Wickham.
Wanneer het regiment waar Wickham deel van uitmaakt naar Brighton vertrekt, wordt Lydia, Elizabeths jongste zuster, door de vrouw van de kolonel van het regiment uitgenodigd om als haar speciale gaste mee te gaan. Lydia blijkt in de tussentijd verliefd te zijn geworden op Wickham, en is ervan overtuigd dat hij met haar wil trouwen. Wickham wil Lydia wel als maîtresse maar trouwen behoort beslist niet tot zijn plannen, omdat Lydia veel te arm is. Hij wil met een rijke vrouw trouwen omdat hij veel geld nodig heeft om de schulden die hij overal heeft af te kunnen betalen.
Om te voorkomen dat de hele familie Bennet in onmin geraakt door de schande die Lydia over hen uitroept springt Darcy, uit liefde voor Elizabeth, voor de Bennets in de bres. Hij betaalt alle schulden en regelt een bruidsschat voor Lydia zodat Wickham er toch mee instemt met Lydia te trouwen.
Na het huwelijk verhuizen Lydia en Wickham naar het noorden (Newcastle), waar Darcy een nieuwe aanstelling voor Wickham heeft gekocht. Lydia en Wickham hebben daarna nauwelijks nog contact met Elizabeth en Darcy, hoewel Elizabeth hen met enige regelmaat geld stuurt dat ze zelf heeft overgehouden van haar huishoudgeld.

## Film- en televisievertolkingen
- Peter Settelen in de BBC-televisiebewerking uit 1980
- Adrian Lukis in de BBC-televisiebewerking uit 1995
- Rupert Friend in de bioscoopfilm uit 2005
- Jack Huston in de parodiefilm Pride and Prejudice and Zombies uit 2016